# Асоло
Асоло (итал. Assolo) је насеље у Италији у округу Ористано, региону Сардинија.
Према процени из 2011. у насељу је живело 434 становника. Насеље се налази на надморској висини од 240 м.

## Становништво
Према резултатима пописа становништва 2011. у општини је живело 434 становника.
| 1931. | 1936. | 1951. | 1961. | 1971. | 1981. | 1991. | 2001. | 2011. |
| ----- | ----- | ----- | ----- | ----- | ----- | ----- | ----- | ----- |
| 678   | 697   | 718   | 743   | 730   | 608   | 544   | 485   | 434   |